# Mijo Lončarić
Mijo Lončarić (Reka, Koprivnica, 1. rujna 1941. – Zagreb, 21. lipnja 2023.) hrvatski jezikoslovac, jedan od najuglednijih hrvatskih dijalektologa i poznavatelj kajkavice. Također je imao veliku ulogu u standardizaciji hrvatskoga književnog jezika nakon 1991. godine. Bio je jedan od najvažnijih suvremenih hrvatskih jezikoslovaca.

## Životopis
Rođen je u seljačkoj obitelji. Gimnaziju je pohađao u Koprivnici. Na Filozofskome fakultetu u Zagrebu završio je  1966. studije južnoslavenskih jezika i germanistiku. Godine 1973. magistrirao je radom Jagnjedovački govor i pitanje kajkavskoga podravskog dijalekta. Doktorsku disertaciju napisao je pod naslovom Bilogorski kajkavski govori i obranio ju 1980. godine. Dva je puta dobio Humboldtovu stipendiju: 1976. godine, s kojom je studirao u Kölnu, i drugi put 1987. godine, kada je studirao u Mannheimu i Marburgu.
Počeo je raditi u Institutu za hrvatski jezik i jezikoslovlje 1973. godine. Ravnatelj je bio od 1987. do 1996. Umirovljen je 2012. godine.

## Jezikoslovlje
Njegov je rad posebno važan u hrvatskoj dijalektologiji, osobito u kajkavologiji. Aktivno je sudjelovao u pisanju Turopoljskoga rječnika. Nedovršena je ostala njegova velika monografija o kajkavici, u kojoj je sažeo sve svoje znanje o kajkavskim govorimo, koje je bilo prikupljano iscrpnim terenskim istraživanjima po cijelomu kajkavskom području.
Karta kajkavskoga narječja, koju je sastavio, među najsloženijim je narječnim zemljovidima. Sudjelovao je na brojnim znanstvenim skupovima, konferencijama i kongresima u zemlji i inozemstvu (Slovačka, Nizozemska, Mađarska, Slovenija, Njemačka, Bosna i Hercegovina, Makedonija, Srbija). Bio je član Organizacijskoga odbora znanstvenih skupova o hrvatskim dijalektima u organizaciji JAZU-a i HAZU-a, suorganizator HAZU-a i Instituta za hrvatski jezik i jezikoslovlje te potpredsjednik Odbora za dijalektologiju HAZU-a. Bio je i član Hrvatskoga povjerenstva za Općeslavenski lingvistički atlas, član Međunarodnoga povjerenstva OLA i ELA (Europskoga lingvističkog atlasa), član uredništva međunarodnoga projekta Opće promjene slavenskih jezika, član brojnih povjerenstava za obrane doktorskih disertacija i izbora u znanstvena zvanja u Hrvatskoj i Mađarskoj. Predavao je na domaćim i inozemnim sveučilištima, a izdvajaju se Celovec, Budimpešta, Sambotel, Pečuh, Zagreb i Rijeka. Dobio je brojna priznanja i nagrade (npr. Nagrada J. J. Strossmayer, 1997.; Medalja Franz Miklošič, 1996.; Visoka škola Sambotel za hrvatsko-mađarske odnose; Plaketa Matija Petar Katančić, 1999.)
Bio je voditelj temeljnih nacionalnih projekata za hrvatski književni jezik između 1990. i 1995. godine. Također,  vodio je sastavu Hrvatskoga dijalektološkog i jezičnog atlasa između 1996. i 2012. godine. Popisivao je i opisivao hrvatske mjesne govore kao sastavnice nematerijalne kulturne baštine. U očuvanju narječne baštine istaknuo se kao autor, urednik i recenzent brojnih dijalektalnih rječnika.

## Nepotpun popis djela
- Kajkaviana & Alia: ogledi o kajkavskom i drugim hrvatskim govorima, Zrinski: Čakovec; Institut za hrvatski jezik i jezikoslovlje: Zagreb, 2005., ISBN 953-155-086-7
- Hrvatski jezik, urednik, Uniwersytet Opolski - Institut filologii Polskiej: Opole, 1998., ISBN 83-86881-22-4
- Rječnik govora Gole: srednjopodravska kajkavština, Institut za jezik i jezikoslovlje: Zagreb, 1997., ISBN 953-6637-00-6
- Kajkavsko narječje, Školska knjiga: Zagreb, 1996., ISBN 953-0-50315-6
- Kaj-jučer i danas: ogledi o dijalektologiji i hrvatskoj kajkavštini, Zrinski: Čakovec, 1990.
- Bilogorski kajkavski govori, Zagreb, 1980.

## Nagrade
- Nagrada J. J. Strossmayer, 1997. za knjigu Kajkavsko narječje.
- Nagrada Franz Miklošič (Visoka škola Sombatel, Mađarska) za hrvatsko-mađarsku znanstvenu suradnju.